# Erwin Issler
Erwin Issler (* 24. Januar 1928 in Tulcea; † 24. September 2017 in Lohr am Main) war ein deutscher Architekt und dobrudschadeutscher Vertriebenenfunktionär.

## Leben
Erwin Issler wurde am 24. Januar 1928 in der Stadt Tulcea am Donaudelta, in der
Provinz Dobrudscha, Rumänien, geboren. Er war das 1. Kind der Eheleute Luise und Johannes Issler, die in dieser Stadt ein Lebensmittelgeschäft führten. Die Eltern waren Nachkommen deutscher Auswanderer aus Württemberg.
Durch die Nationalsozialistische Siedlungspolitik Heim ins Reich wurde die Familie ab 1940 im Warthegau in Polen angesiedelt. Dort besuchte Erwin Issler die deutsche Oberschule in Łódź. Die Flucht 1945 endete für die Familie in Lohr am Main.
Erwin Issler erlernte hier zunächst den Beruf des Zimmermanns bevor er 1946 ein Architekturstudium in Darmstadt begann. Er beendetet im Frühjahr 1949 des Studium erfolgreich. Ab 1950 wirkte der 22 jährige bis 1990 als freischaffender Architekt in Lohr.

## Soziales Engagement
Erwin Issler war Gründungsmitglied und Ehrenmitglied der Lebenshilfe Main Spessart e.V. Zwei Dutzend Jahre stellte er in der Wahlheimat Lohr seine Erfahrungen dem evangelischen Kirchenvorstand zur Verfügung und wirkte auch als Vertrauensmann.

## Wirken in der Landsmannschaft der Dobrudschadeutschen
Auf Grund seiner Herkunft war Erwin Issler schon immer mit den Dobrudschadeutschen verbunden. Von 1990 bis 2001 war er Bundesvorsitzender der Landsmannschaft der Dobrudscha- und Bulgariendeutschen, die ihren Sitz damals in Heilbronn hatte. Issler war auch für die Herausgabe des vierteljährlich erscheinenden „Dobrudschaboten“ verantwortlich in dem auch viele Beiträge von ihm erschienen. Seine Verdienste um die Landsmannschaft wurden ihm 1999 durch die Verleihung des Bundesverdienstkreuz am Bande belohnt.
Aus Gesundheitsgründen gab Erwin Issler im Jahre 2002 sein Amt an Gertrud Knopp-Rüb ab, blieb dann Ehrenbundesvorsitzender der Dobrudschadeutschen Landsmannschaft. Sein Nachlass befindet sich im Bessarabiendeutschen Verein in Stuttgart.

## Publikationen (Auswahl)
- Die Isslers - eine Familiengeschichte, Erwin und Hans Issler, Eigenverlag der Herausgeber, 2015